# Partito di Coalizione Nazionale
Il Partito di Coalizione Nazionale (in finlandese Kansallinen Kokoomus, Kok) è un partito politico di centro-destra liberal-conservatore, uno dei maggiori partiti della Finlandia.
Kok aderisce al Partito Popolare Europeo e all'Unione Democratica Internazionale.

## Storia
Fino al 1918, alla Rivoluzione d'ottobre e alla dissoluzione dell'Impero tedesco in Finlandia esistevano due fazioni conservatrici: una che guardava con favore all'Impero russo (il Partito Finlandese) e una a quello tedesco (Partito dei Giovani Finlandesi).
Con la dissoluzione di entrambi, le fazioni sono confluite nel Partito di Coalizione Nazionale (salvo una corrente di minoranza dei giovani finlandesi che fondò il Partito Progressista Nazionale).
Il partito negli anni trenta è stato travagliato da divisioni interne con l'avvento sulla scena internazionale del fascismo e con la creazione del Movimento Popolare Patriottico (IKL) formato da membri che disapprovavano la linea pro-democrazia del partito. L'IKL fu successivamente proibito con la fine della Seconda guerra mondiale. In questo periodo il leader del partito, Edwin Linkomies, fu Primo ministro tra il 1943 e il 1944, durante la difficile fase della Guerra di Continuazione, anche se in un secondo momento perderà la fiducia stessa del partito e non verrà rieletto.
Una minore divisione ci fu negli anni cinquanta con la formazione dei cristiano-democratici.
Il partito nel corso della storia della Finlandia ha preso parte a governi di coalizione, soprattutto durante il periodo pre-bellico.
Il leader del partito è Alexander Stubb, eletto nel 2014.
Sauli Niinistö del KOK si candidò alla presidenza del paese arrivando al ballottaggio con il presidente uscente Tarja Halonen. Arrivato al secondo turno è stato battuto dalla Halonen con il 51.8% contro il 42.8% annunciando che si candiderà alla presidenza del consiglio per le elezioni parlamentari del 2007 dove il partito è dato come favorito per essere il primo partito del paese confortato dalle elezioni elezioni europee del 2004 in cui risultò il maggior partito finlandese.

## Ideologia
Il KOK può essere definito un partito di centrodestra liberalconservatore. Esso è favorevole al libero mercato, ad una ridotta presenza dello stato nel settore industriale, alla salvaguardia del welfare, e considera positiva una limitata privatizzazione della sanità e della scuola. Marcato il sostegno nei riguardi dell'Unione europea e degli organismi internazionali come la NATO. Per quanto riguarda la salvaguardia della famiglia, all'interno del partito vi sono voci divergenti tra conservatori e riformisti nell'ambito della laicità ma la maggior parte è favorevole ad un insegnamento religioso.

## Lista dei presidenti del partito
- Hugo Suolahti (1918 - 1919)
- Eemil Nestor Setälä (1920)
- Antti Tulenheimo (1921 - 1924)
- Hugo Suolahti (1925)
- Kyösti Haataja (1926 - 1932)
- Paavo Virkkunen (1932 - 1933)
- Juho Kusti Paasikivi (1934 - 1936)
- Pekka Pennanen (1936 - 1942)
- Edwin Linkomies (1943 - 1944)
- Sede della sezione di Turku del partitoK. F. Lehtonen (1945)
- Arvo Salminen (1946 - 1954)
- Jussi Saukkonen (1955 - 1965)
- Juha Rihtniemi (1965 - 1971)
- Harri Holkeri (1971 - 1979)
- Ilkka Suominen (1979 - 1991)
- Pertti Salolainen (1991 - 1994)
- Sauli Niinistö (1994 - 2001)
- Ville Itälä (2001 - 2004)
- Jyrki Katainen (2004 - 2014)

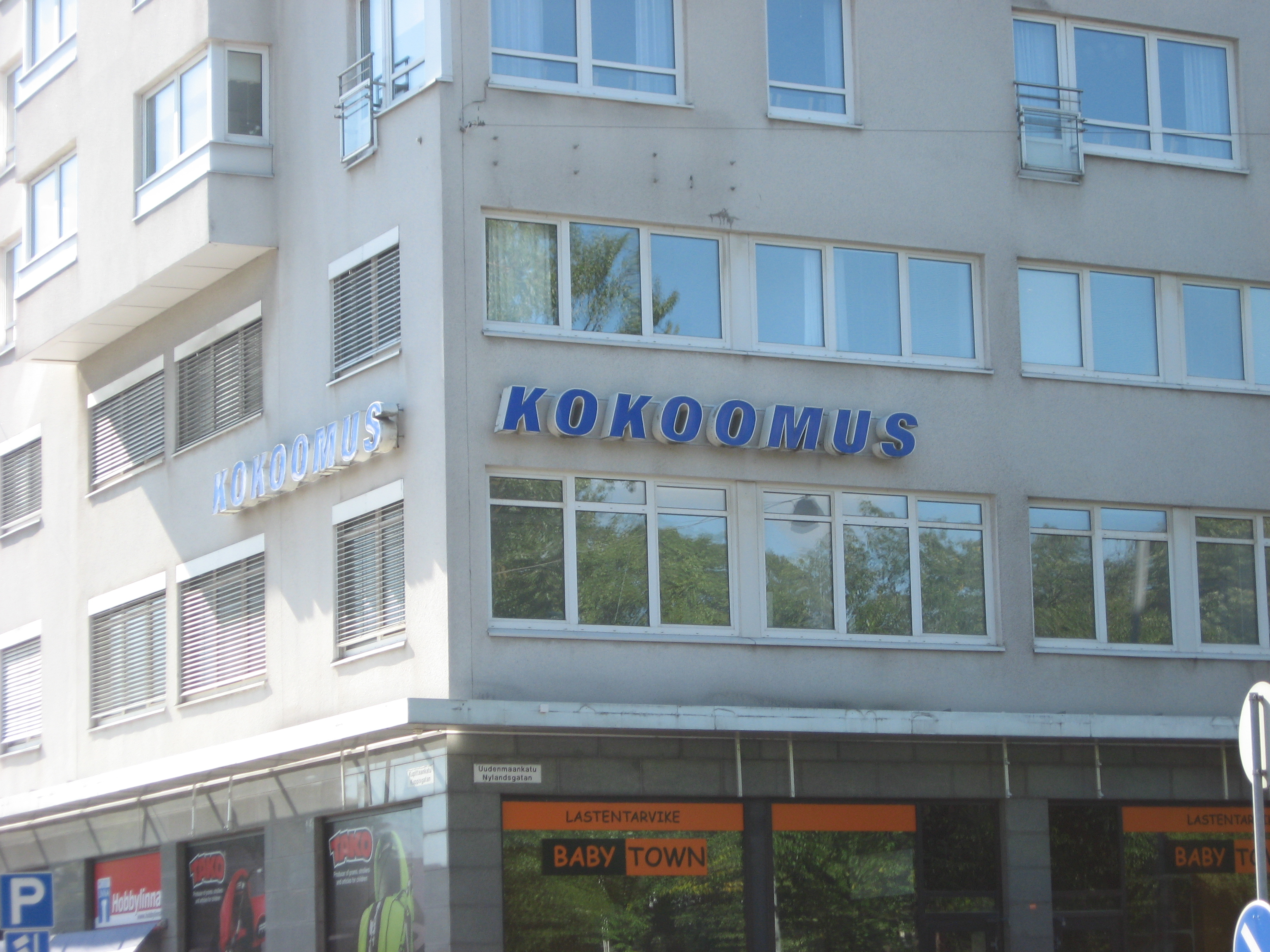
Sede della sezione di Turku del partito

- Alexander Stubb (2014 - 11 giugno 2016)[12]
- Petteri Orpo (11 giugno 2016 - in carica)[1]

## Risultati elettorali

### Elezioni legislative
| Anno | Voti    | %          | +/-  | Seggi    | +/- | Status      |
| ---- | ------- | ---------- | ---- | -------- | --- | ----------- |
| 1919 | 151 018 | 15,7 (3.º) |      | 28 / 200 |     | Opposizione |
| 1922 | 157 116 | 18,2 (3.º) | 2,5  | 35 / 200 | 7   | Opposizione |
| 1924 | 166 880 | 19,0 (3.º) | 0,8  | 38 / 200 | 3   | Governo     |
| 1927 | 161 450 | 17,7 (3.º) | 1,3  | 34 / 200 | 4   | Opposizione |
| 1929 | 138 008 | 14,5 (3.º) | 3,2  | 28 / 200 | 6   | Opposizione |
| 1930 | 203 958 | 18,1 (3.º) | 3,6  | 42 / 200 | 14  | Governo     |
| 1933 | 187 527 | 16,9 (3.º) | 1,2  | 18 / 200 | 24  | Opposizione |
| 1936 | 121 619 | 10,4 (4.º) | 6,5  | 20 / 200 | 2   | Opposizione |
| 1939 | 176 215 | 13,6 (3.º) | 3,2  | 25 / 200 | 5   | Opposizione |
| 1945 | 255 394 | 15,0 (4.º) | 1,4  | 28 / 200 | 3   | Governo     |
| 1948 | 320 366 | 17,0 (4.º) | 2,0  | 33 / 200 | 5   | Opposizione |
| 1951 | 264 044 | 14,6 (4.º) | 2,4  | 28 / 200 | 5   | Opposizione |
| 1954 | 257 025 | 12,8 (4.º) | 1,8  | 24 / 200 | 4   | Opposizione |
| 1958 | 297 094 | 15,3 (4.º) | 2,5  | 29 / 200 | 5   | Governo     |
| 1962 | 346 638 | 15,1 (4.º) | 0,2  | 32 / 200 | 3   | Governo     |
| 1966 | 326 928 | 13,8 (4.º) | 1,3  | 26 / 200 | 6   | Opposizione |
| 1970 | 457 582 | 18,0 (2.º) | 4,2  | 37 / 200 | 11  | Opposizione |
| 1972 | 453 434 | 17,6 (2.º) | 0,4  | 34 / 200 | 3   | Opposizione |
| 1975 | 505 145 | 18,4 (3.º) | 0,8  | 35 / 200 | 1   | Opposizione |
| 1979 | 626 764 | 21,7 (2.º) | 3,3  | 47 / 200 | 12  | Opposizione |
| 1983 | 659 078 | 22,1 (2.º) | 0,4  | 44 / 200 | 3   | Opposizione |
| 1987 | 666 236 | 23,1 (2.º) | 1,0  | 53 / 200 | 9   | Governo     |
| 1991 | 526 487 | 19,3 (3.º) | 3,8  | 40 / 200 | 13  | Governo     |
| 1995 | 497 624 | 17,9 (3.º) | 1,4  | 39 / 200 | 1   | Governo     |
| 1999 | 563 835 | 21,0 (3.º) | 3,1  | 46 / 200 | 7   | Governo     |
| 2003 | 517 904 | 18,6 (3.º) | 2,4  | 40 / 200 | 6   | Opposizione |
| 2007 | 616 841 | 22,3 (2.º) | 3,7  | 50 / 200 | 10  | Governo     |
| 2011 | 599 138 | 20,4 (1.º) | 1,9  | 44 / 200 | 6   | Governo     |
| 2015 | 540 212 | 18,2 (2.º) | 2,2  | 37 / 200 | 7   | Governo     |
| 2019 | 523.957 | 17 (3.º)   | 1,2  | 38 / 200 | 1   | Opposizione |
| 2023 | 643.877 | 17 (1.º)   | 3,82 | 48 / 200 | 10  | Governo     |

### Elezioni europee
| Anno | Voti    | %           | +/-  | Seggi  | +/-     |
| ---- | ------- | ----------- | ---- | ------ | ------- |
| 1996 | 453 729 | 20,2 (3.º)  |      | 4 / 16 |         |
| 1999 | 313 960 | 25,3 (1.º)  | 5,1  | 4 / 16 | Stabile |
| 2004 | 393 084 | 23,7 (1.º)  | 1,6  | 4 / 14 | Stabile |
| 2009 | 386 416 | 23,2 (1.º)  | 0,5  | 3 / 13 | 1       |
| 2014 | 390 376 | 22,6 (1.º)  | 0,6  | 3 / 13 | Stabile |
| 2019 | 380 460 | 20,79 (1.°) | 1,81 | 3 / 13 | Stabile |
| 2024 | 453 636 | 24,8 (1.°)  | 4,01 | 4 / 15 | 1       |